# Andrew Robertson
Andrew Robertson MBE, född 11 mars 1994 i Glasgow i Skottland, är en skotsk fotbollsspelare (försvarare) som spelar för den engelska klubben Liverpool.

## Meriter

### Liverpool
- Premier League: 2019/2020, 2024/2025
- UEFA Champions League: 2019
- FA-cupen: 2022
- Engelska Ligacupen: 2022, 2024
- Community Shield: 2022
- UEFA Super Cup: 2019
- VM för klubblag: 2019